# 澎湖神社
澎湖神社是臺灣日治時期日本人在臺灣澎湖廳馬公街文澳（今 澎湖縣馬公市）所蓋的神社。

## 祭神
該神社的社格為縣社，祭祀日本能久親王、大國魂命、大己貴命與少彦名命。

## 歷史
昭和三年（1928年）11月8日開始供奉神明，於昭和九年（1934年）7月23日升格為神社，而在昭和十三年（1938年）11月29日時列為縣社。
二次大戰後，原有日本社殿被拆毀，於民國三十六/昭和22年（1947年）改為中國式建築的澎湖忠烈祠。

## 圖輯

澎湖神社
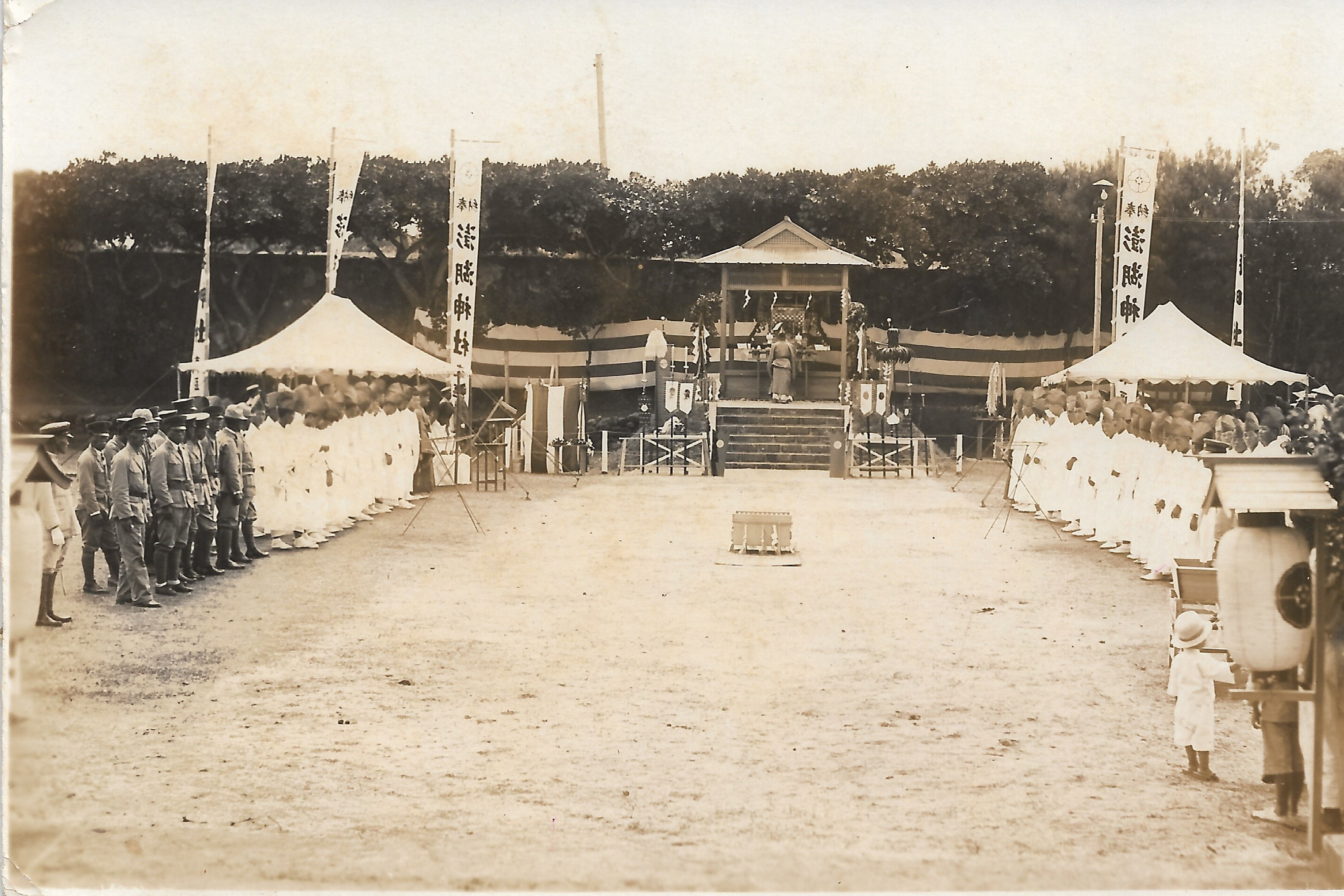
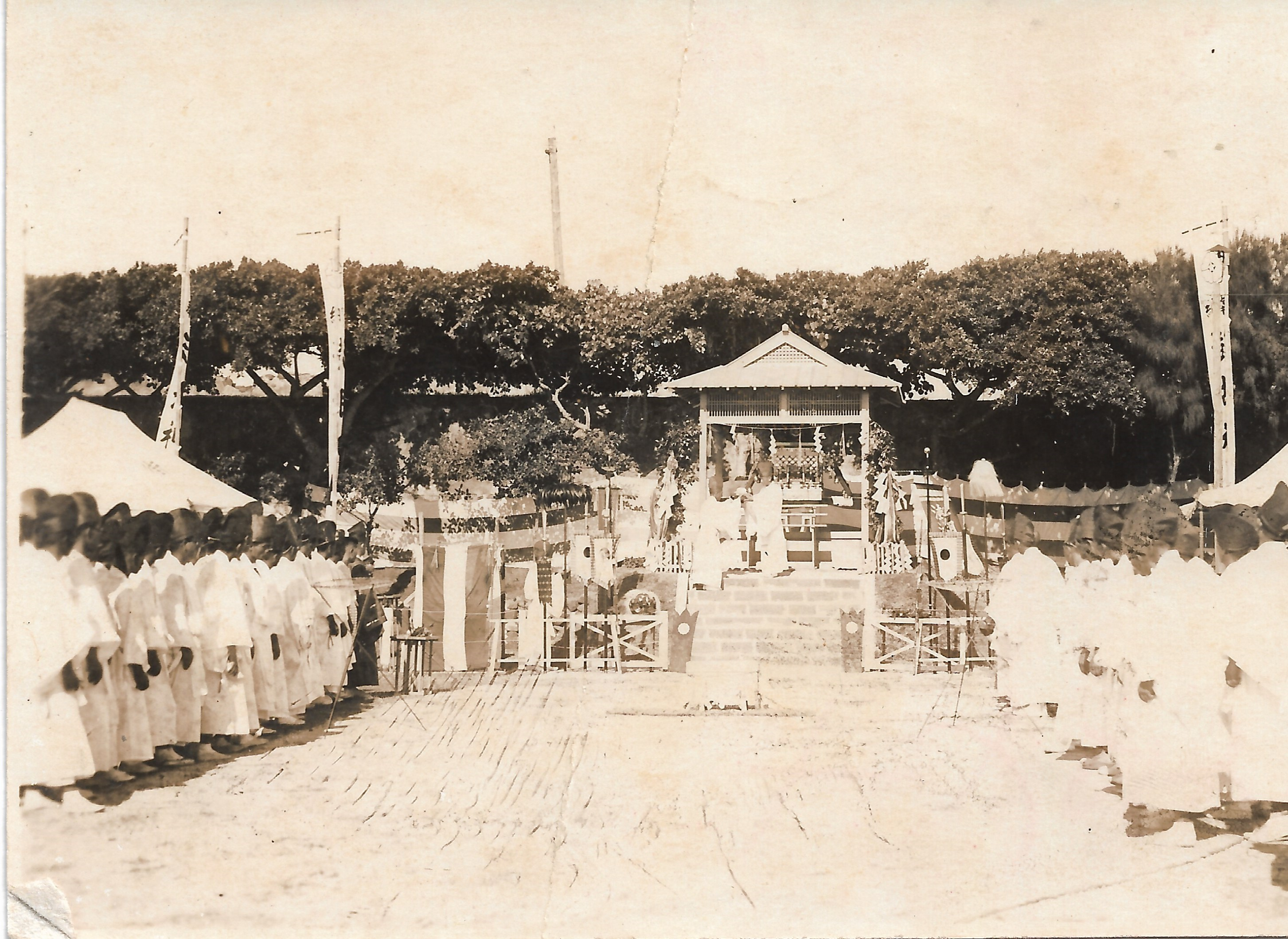
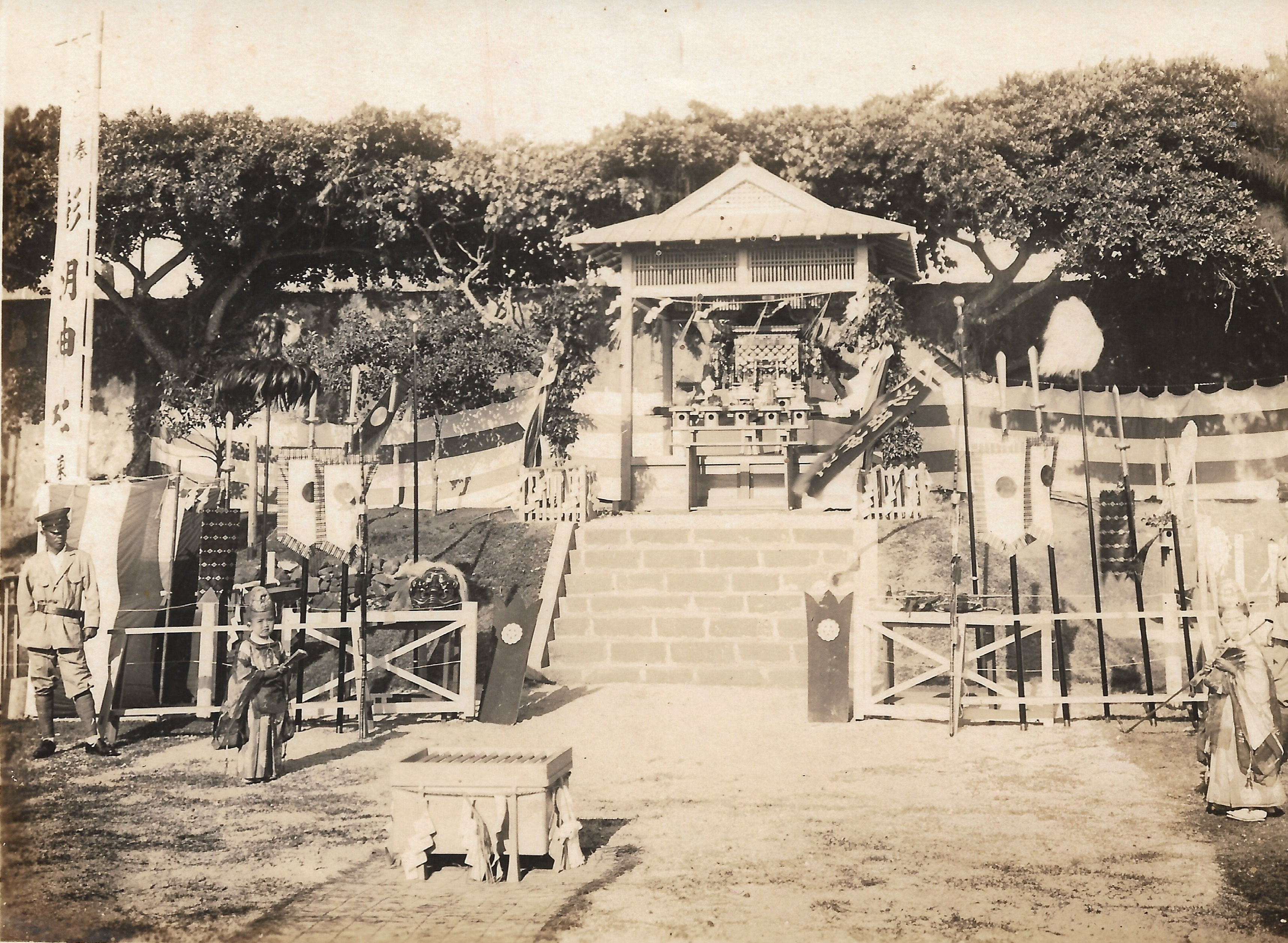
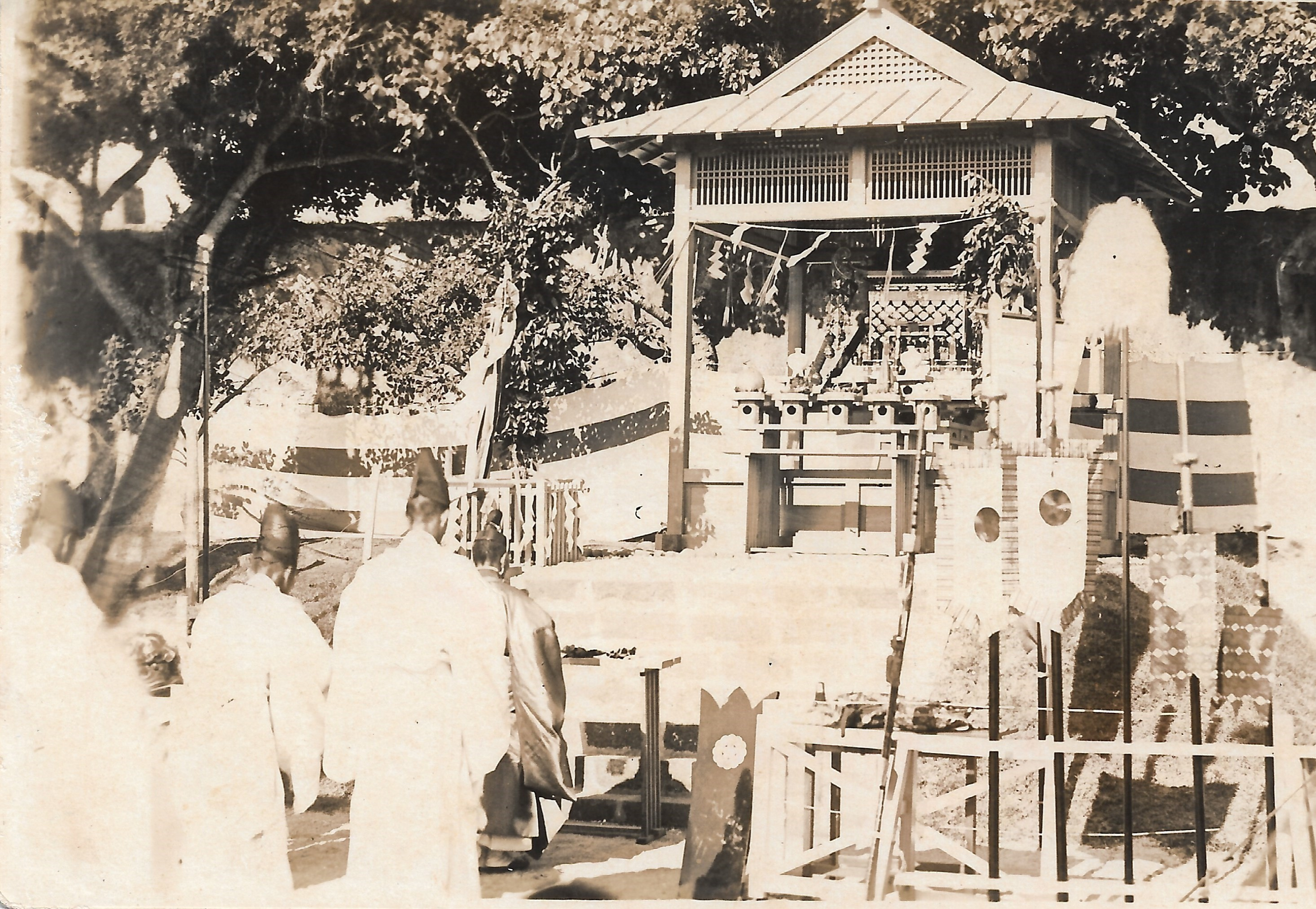